# Brancoplia leucaspis
Brancoplia leucaspis är en skalbaggsart som beskrevs av François Louis Nompar de Caumont de Laporte 1840. Brancoplia leucaspis ingår i släktet Brancoplia och familjen Rutelidae.

## Underarter
Arten delas in i följande underarter:
- B. l. vseteckai
- B. l. mesopotamica